# هیو هالکت
هیو هالکت (انگلیسی: Hugh Halkett; ۳۰ اوت ۱۷۸۳ – ۲۶ ژوئیهٔ ۱۸۶۳) پرسنل نظامی اهل پادشاهی متحد بریتانیای کبیر و ایرلند بود. وی همچنین برندهٔ جوایزی همچون پور لی میریت شده‌است.